# Épico (género)
Originalmente, épico é um gênero tradicional de poesia, conhecida como poesia épica. No entanto, atualmente o termo é também usado em outros tipos de expressão artística, como romances, peças de teatro, músicas e filmes, onde a história se centra em personagens heroicos, e a ação tem lugar em grande escala, tal como na poesia épica. Os épicos neste sentido são representações majestosas capazes de capturar lutas espantosas, tais como histórias de guerra, aventuras, e outros esforços de grande envergadura ao longo de extensos períodos de tempo. As histórias de personagens heroicos tiradas da vida real também têm sido referidas como épicos. Exemplos de épicos notáveis incluem as aventuras de Ernest Shackleton na exploração da Antártica e novelas históricas tais como Guerra e Paz.

## Poesia
Os Lusíadas é a melhor obra de poesia épica, do escritor português Luís Vaz de Camões, considerada a "epopeia portuguesa por excelência". Provavelmente concluída em 1556, foi publicada pela primeira vez em 1572 no período literário do classicismo, três anos após o regresso do autor do Oriente.

## Filmes épicos
Na história filmes épicos, reconhecidos pela sua escala e drama. Por exemplo, o filme Cleópatra protagonizado pela já falecida Elizabeth Taylor; ou - por muitos considerado o maior herói de todos os tempos - Ben-Hur, filme de 1959 protagonizado por Charlton Heston. No cinema moderno, tem-se alguns exemplos de épicos aclamados por público e crítica, como Gladiator de 2000 e The Lord of the Rings: The Return of the King de 2003. Tróia é um filme estadunidense de 2004, um filme épico de guerra, dirigido por Wolfgang Petersen, com roteiro escrito por David Benioff, baseado na Ilíada, célebre poema do autor grego antigo Homero sobre a guerra de Troia.

## Gênero musical
O termo épico é utilizado para designar um sub-gênero do rock progressivo, o rock épico.
Também pode ser utilizado para composições que recebam outros tipos de influência rítmicas, e nesse caso, o conceito é subjetivo, pois existem várias e diferentes influências, variando desde a música orquestral, clássica e sinfônica; até a eletrônica.
Geralmente, as músicas chamadas épicas são trilhas sonoras de filmes e trailers dos mesmos, contando com composições originais, chamadas, no inglês, de Scores, e em tese, devem transmitir sentimentos inseridos no contexto da respectiva cena do filme/trailer. Geralmente tais composições são assinadas por um compositor afamado, sendo comum o uso de orquestras e coros musicais. É difícil encontrar um compositor que produza tanto a trilha do filme quanto a dos respectivos trailers, pois já existem empresas e grupos específicos para lidar com este tipo de produção musical.
Uma observação: Nem toda trilha sonora é uma trilha original de filme, ou OST (Original Sound-Track), uma vez que há diversos filmes cujas trilhas são compostas de músicas já existentes, e não compostas especialmente para a obra cinematográfica.
Em sua maioria, os gêneros cinematográficos os quais apresentam composições originais e "épicas" são os de Aventura, Suspense, Ficção, entre outros.
Enquanto as trilhas dos filmes geralmente são comercializadas, as composições dos trailers não se encontram em mercado físico (lojas), mas disponíveis para download digital (pago) nos websites de seus criadores. É mais comum, no entanto, encontrar faixas sonoras deste tipo em websites de compartilhamento de música. Mesmo assim, é um gênero incomum e singular, por se dizer, ainda não muito acessado pelo público em geral.

### Compositores de filmes com trilhas sonoras "épicas"
- A- Vencedor do Prêmio BAFTA de 2011[3] por O Discurso do Rei e indicado a 4 Oscars por outras composições.
- Daft Punk - Dupla de compositores responsável pela musicalização do filme Tron: Legacy, de 2010.
- David Arnold - Responsável pelas trilhas de Independence Day e cinco filmes da franquia 007.
- Hans Zimmer - Nomeado a 8 Oscars, por A Origem, em 2011 e por Sherlock Holmes no ano anterior; e vencedor do mesmo em 2001, por Rei Leão. Vencedor de 2 Globos de Ouro, por Rei Leão, em 1995 e em 2001, por Gladiador.[4]
- John Williams - autor das famosas trilhas das séries cinematográficas Star Wars, Indiana Jones e os três primeiros Harry Potter. John Williams possui a marca de 47 indicações ao Oscar e 5 vitórias, com Tubarão, E.T., Star Wars Episódio IV: Uma Nova Esperança, A Lista de Schindler e Um Violinista no Telhado.
- Klaus Badelt - famoso principalmente pela composição da trilha de Piratas do Caribe: A Maldição do Pérola Negra.
- Nicholas Hooper - conhecido principalmente por seu trabalho em Harry Potter e a Ordem da Fênix e Harry Potter e o Enigma do Príncipe.
- Vangelis - Ganhador do Oscar pela trilha do filme Carruagens de Fogo e o famoso compositor de 1492 - A Conquista do Paraíso.
- Ennio Morricone - responsável pelas trilhas sonoras mais famosas do Western Spaghetti, e de filmes como Orca, A Baleia Assassina de 1977, do gênero aventura dramática, dirigido por Michael Anderson.

### Principais empresas/grupos produtores de músicas "épicas" paratrailersde filmes
- Audiomachine;
- Brand X Music;
- Epic Score;
- E.S. Posthumus;
- Future World Music;
- Immediate Music/Globus;
- Pfeifer Broz. Music
- Two Steps From Hell;
- X-Ray Dog.